# Alsophis antiguae
Espèce
Synonymes
- Alsophis leucomelas antiguae Parker, 1933
- Alsophis antillensis antiguae Parker, 1933

Statut de conservation UICN

 CR B1ab(iii) : 
En danger critique
Alsophis antiguae est une espèce de serpents de la famille des Dipsadidae.

## Répartition
Cette espèce est endémique d'Antigua-et-Barbuda. Elle est éteinte de Barbuda et le semble aussi d'Antigua. Elle est donc gravement menacée.

## Étymologie
Son nom d'espèce lui a été donné en référence au lieu de sa découverte.

## Comportement
Alsophis antiguae est inoffensif pour les humains et a un tempérament doux. C'est un serpent diurne, actif de l'aube au crépuscule. La nuit, il repose dans un abri caché. Le coureur antiguais semble avoir une faible résistance aux acariens communs des serpents, qui ne se trouvent pas naturellement à Antigua, ce qui a mis fin à certaines tentatives de reproduction en captivité. [5]
Le régime alimentaire de ce serpent se compose principalement de lézards, y compris le lézard terrestre antiguais local. Bien que l'espèce chasse parfois pour sa nourriture, il s'agit généralement d'un prédateur en embuscade, attendant des proies, la plus grande partie de son corps enfoui sous les feuilles.

## Publication originale
- Parker, 1933 : Some amphibians and reptiles from the Lesser Antilles. Annals and Magazine of Natural History, sér. 10, vol. 11, p. 151-158.